# Hagen

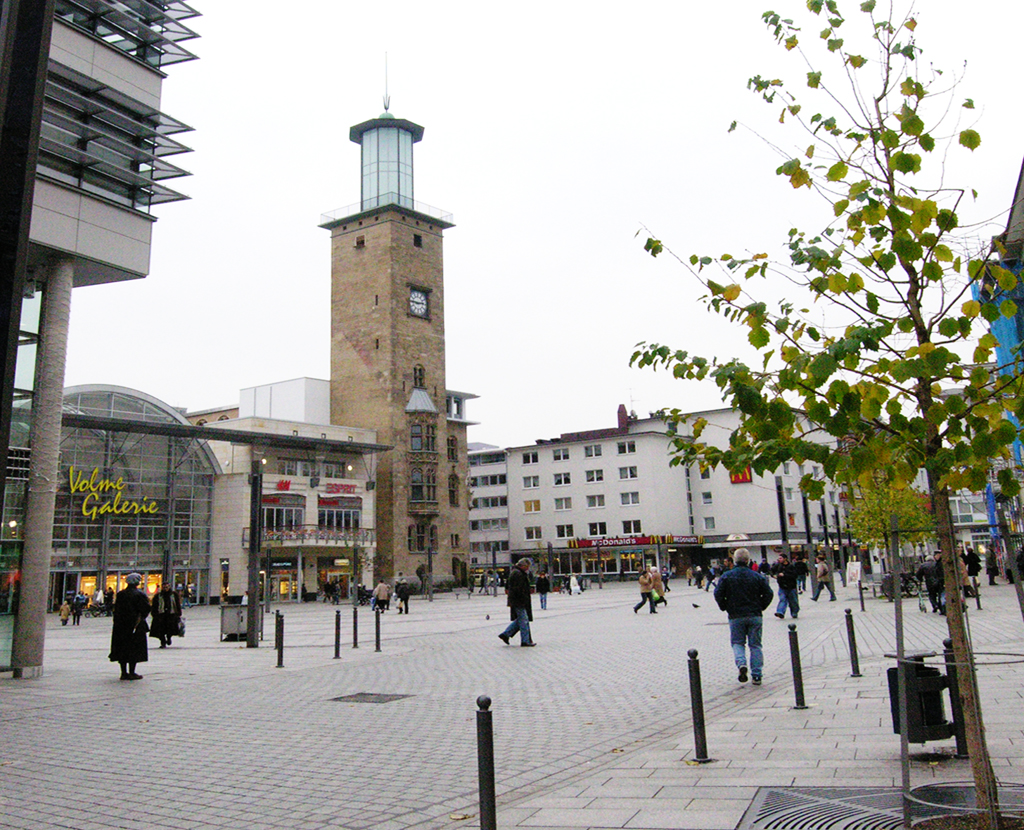
Plac Ratuszowy

Hagen – miasto na prawach powiatu położone w zachodniej części Niemiec, w kraju związkowym Nadrenia Północna-Westfalia, w rejencji Arnsberg, w Zagłębiu Ruhry (niem. Ruhrgebiet). Znajduje się ok. 15 km na południe od Dortmundu. Jest dużym ośrodkiem przemysłowym.

## Gospodarka
Głównie obróbka metali oraz wiele firm usługowych. Duży zakład produkcyjny jednego z liderów technologii światłowodowych na świecie – koncernu Corning zatrudniający kilkaset osób. Swoje siedziby mają tu Douglas Holding, Europart Holding, Westfalia Werkzeugcompany, Christ, Friedr. Gustav Theis Kaltwalzwerke, Waelzholz, SinnLeffers, Brandt. Ponadto w mieście rozwinął się przemysł metalowy, maszynowy, elektrotechniczny, chemiczny, spożywczy, włókienniczy, środków transportu oraz hutniczy.

## Transport
Przez miasto lub w jego pobliżu przebiegają autostrady: A1, A45 i A46 oraz drogi krajowe B7, B54 i B226.

## Kultura

### Teatr

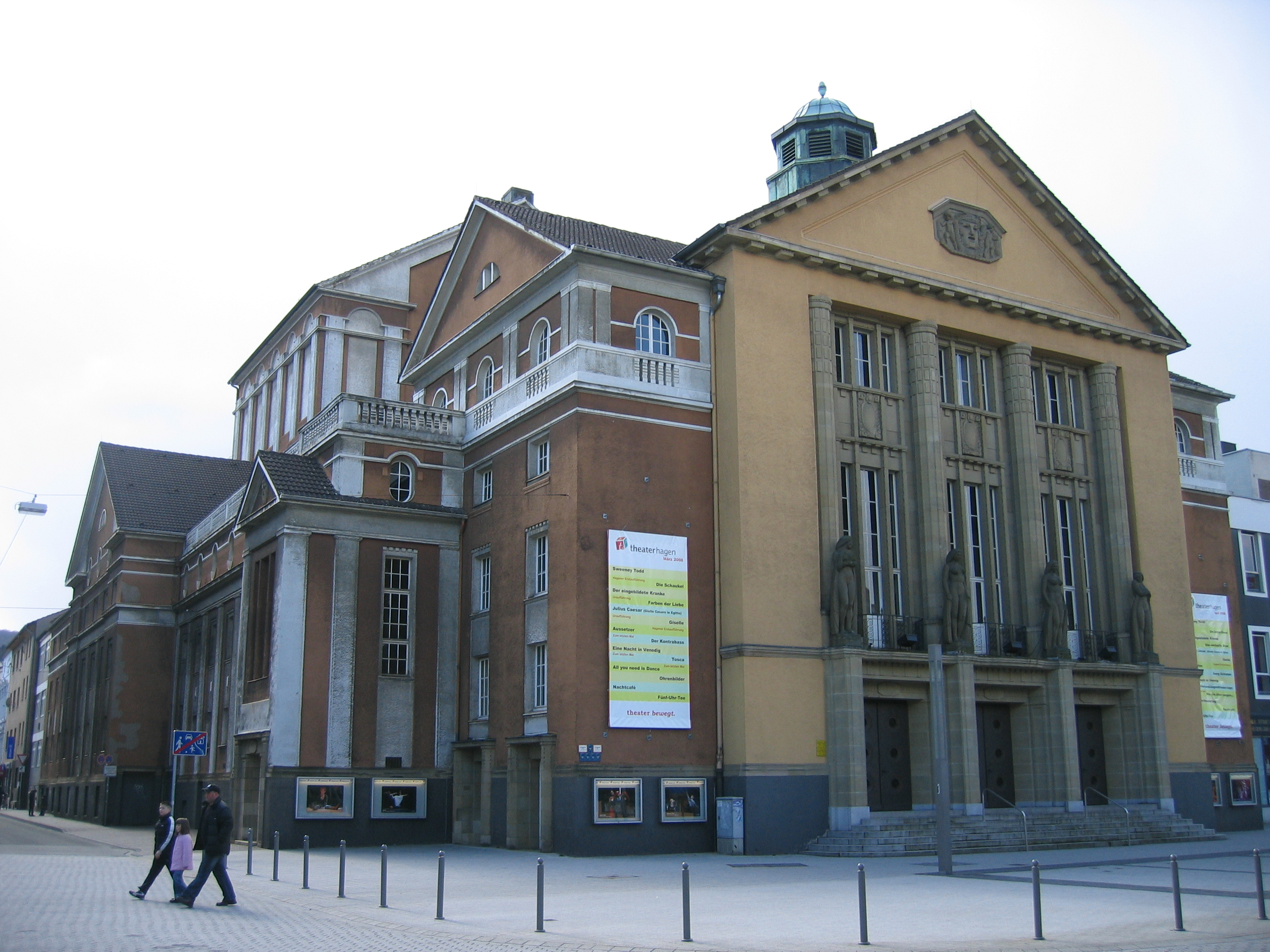
Teatr Hagen

5 października 1911 uroczyście otwarto Theater Hagen, znajdujący się w historycznym budynku w centrum miasta. Początkowo budynek służył tylko do wystawiania aktorskiej sztuki teatralnej. Pod koniec II wojny światowej stał się teatrem muzycznym. Wspólnie z orkiestrą filharmonii z Hagen (najstarszą komunalną orkiestrą Westfalii) założoną w roku 1907, powstał teatr – symbol miasta i centrum kultury dla miasta i okolicy. Co roku około 10 000 gości ogląda sztuki. Można obejrzeć tu głównie operę, operetkę, musical, balet, teatr muzyczny i teatr tańca. Teatr ten zapewnia zarówno rozrywkę dla widzów, jak i szkolenie nowych aktorów z regionu.

## Polityka
- Nadburmistrz: Erik Olaf Schulz od 15 czerwca 2014, bezpartyjny.
- Rada miejska (po wyborach w dniu 26.09.2004):
  - CDU: 22 radnych
  - SPD: 21 radnych
  - Zieloni: 4 radnych
  - FDP: 3 radnych
  - PDS: 2 radnych
  - Inne partie i inicjatywy łącznie: 6 radnych

## Współpraca
Miejscowości partnerskie:
- Bruck an der Mur, Austria (kontakty utrzymuje dzielnica Hohenlimburg)
- Kouvola, Finlandia
- Liévin, Francja
- Modi’in-Makkabbim-Re’ut, Izrael
- Montluçon, Francja
- Smoleńsk, Rosja
- Steglitz-Zehlendorf, Berlin